# 纳粹德国的药品政策
从1933年纳粹夺权到1945年德国战败，納粹德國的药品政策大体上是比较宽容的，该套政策沿袭自魏瑪共和國政府的政策。 

## 历史背景
一战之前，德国企业已基本实现了药物垄断，而这正是德国大学与德国企业通过共同研究取得的成就。19世纪早期，一位德国化学家首先发现了鸦片中的一种生物碱——吗啡， 默克集团很快便取得了专利权，吗啡从此大卖起来，其贩卖收入推动着德国大学的研究。德国制药公司所制造的吗啡及其衍生物在缓解疼痛和止咳方面效果显著。德意志帝国在1870年代初完成了统一，德意志帝国政府此後對基礎研究加大了資金投入。
第一次世界大战造成了前所未有的巨大伤亡，公众因此开始关注能治療剧痛与慢性疼痛的藥物及其副作用。

## 纳粹德国对平民的药物政策
德国民众在一战期间与一战之后的经历令魏玛与纳粹政府都对药品持宽容态度。大多数药品都对公众开放。在1920和1930年代的德国，很多药物成瘾者都是参加过一战的前军事人员，他们需要服用有成瘾性的药物来缓解疼痛。魏玛共和国时期，药瘾被视作一种可治愈的疾病。纳粹时代来临后，药瘾依旧被视作任何人都能治好的病。一些成瘾者表现出的药物成瘾症状经常被归因于其他疾病。

## 德意志国防军内部的药品政策与用药
第二次世界大战期间，德国军队积极鼓励官兵们使用药品，特别是在战争末期，德意志国防军的兵员已行将耗尽，愈发依赖青年而非经验丰富的作战人员。

### 兴奋剂
德军高层为了让一线士兵与战斗机飞行员们更加持久且更加勇敢地作战而命令他们服用药片，药片由甲基苯丙胺和一种主要以可卡因（古柯因/古柯碱）为主的兴奋剂制成。由柏林Temmler制药公司新开发的甲基苯丙胺类药物“柏飞丁”（Pervitin）于1938年首次进入民用市场后，很快就成了德国民众热购的药品。该药引起了军医、柏林军事医学院（Berlin's Academy of Military Medicine）的一般与国防生理学研究所（Institute for General and Defense Physiology）所长奥托·弗里德里希·兰克的注意。1939年9月，奥托·弗里德里希·兰克在90名大学生身上试验了柏飞丁，之后得出结论，这个药能帮助德意志国防军打赢战争。
有人認為服用甲基苯丙胺是德军在二战初期凭借闪电战速战速决的原因之一 。

### 酒精
第二次世界大战初期，德意志国防军中的饮酒现象十分普遍。起初，高层军官鼓励部下用饮酒的方式来放松，并将其作为减轻作战造成的心理影响的办法，后来有研究表明，饮酒能阻断创伤性记忆的加深。但在法國戰役后，德意志国防军将领们发现士兵们的行为举止在恶化，“斗殴、意外事故、虐待下属、袭击上级以及‘涉及反常性行为的罪行’”出现得愈发频繁。德国陆军总司令瓦尔特·冯·布劳希奇总结说，他的部队正在違反道德与纪律，而元凶就是酒精滥用。作为回应，阿道夫·希特勒曾试图限制军队中肆意酗酒的行为，称将对公开喝得烂醉或在醉酒后禁不住诱惑而实施犯罪的士兵加以严惩。”过失严重者将得到“侮辱性死亡”。对军队的酒精政策改变后，纳粹党也开始禁止平民饮酒，反映出纳粹德国长期开展的納粹德國禁菸運動已经扩张到了酒精方面，纳粹德国認為抽烟会削弱“雅利安人種”的力量与纯洁性。

## 纳粹党内部的药物使用情况
納粹德國国家元首、政府首脑阿道夫·希特勒在这两个位置上一直坐到战争结束前夕，最终以自杀的方式卸任，据信，起初那些开给他用来治疗慢性疾病的药物都让他吃上了瘾。希特勒的私人医生特特奥多尔·莫雷尔曾让他服用活的培养菌，缓解了他的消化问题，希特勒因此让莫雷尔成为了自己的首席医生。莫雷尔医生由此声望大增，戈林曾嘲讽他是“帝国注射大师”。莫雷尔给希特勒开的药中还包括粉状可卡因，用途是减轻他的咽喉痛并清理他的鼻窦。
据德国学者诺曼·奥勒在他的著作《亢奋战：纳粹德国的药物问题》（Blitzed: Drugs in Nazi Germany，2016年）中写道，到了战争末期，希特勒的药物储备已耗尽，他出现了严重的血清素与多巴胺戒断反应与偏执狂症状，他思觉失调，牙齿腐烂，颤抖严重，腎功能衰竭，还出现了妄想。
希特勒的最亲密助手赫尔曼·戈林曾在一战中服役于德国空军，在战斗中髋骨受重伤。緩解疼痛的吗啡被他用上了瘾。1925年，已对吗啡严重成瘾的他在询问了妻子意见后住进了一所瑞典精神病医院，接受戒毒治疗。戈林在战争濒临结束时被俘虏，盟军发现他已对双氢可待因成瘾，之后这个药瘾就被戒断了。

## 後續
战后，柏飞丁依旧能轻易弄到，无论是在黑市上購買还是通过处方获取。医生会将其作为食欲抑制剂开给病患，还将其开给给抑郁症患者以改善其情绪。学生特别是医学生也開始使用兴奋剂，因为兴奋剂能让他们彻夜复习更多内容，更快地完成学业。东德和西德分别在1970年代和1980年代将柏飞丁移出药物供给列表，兩德統一后，全国都将甲基苯丙胺视作非法药物。今日，甲基苯丙胺的另一种形态结晶甲基苯丙胺（冰毒）欧洲和美国流行了起来，尽管各国政府一直在致力于禁毒和根除毒品。